# 4051 Hatanaka
4051 Hatanaka (1978 VP) là một tiểu hành tinh vành đai chính được phát hiện ngày 1 tháng 11 năm 1978 bởi Kōichirō Tomita ở Caussols.